# Classe ATC J
La classe ATC J, dénommée « Anti-infectieux (usage systémique) », est un groupe anatomique de la classification anatomique, thérapeutique et chimique, développée par l'OMS pour classer les médicaments et autres produits médicaux. La classe ATC vétérinaire correspondante dans la classification ATCvet est QJ. Le groupe présenté ici est celui établi par l'OMS, et peut donc différer des versions dérivées utilisées dans certains pays.

## J Anti-infectieux (usage systémique)
J01 Antibactériens (usage systémique)
J02 Antimycotiques (usage systémique)
J04 Antimycobactériens (usage systémique)
J05 Antiviraux (usage systémique)
J06 Sérums immunisants et immunoglobulines
J07 Vaccins

## ATCvet
La liste des sous-groupes de la classe ATCvet QJ correspondante présente quelques différences. Ainsi, il n'y a pas de classe QD06 ou QD07, les produits correspondants sont répertoriés dans la classe ATCvet QI (produits immunologiques). En outre, il existe deux sous-groupes supplémentaires, QJ51, dénommé « Antibactériens à usage intramammaire », et QJ54, intitulé « Antimycobactériens à usage intramammaire ».